# Alpaida itapua
Alpaida itapua Levi, 1988 è un ragno appartenente alla famiglia Araneidae.

## Etimologia
Il nome della specie deriva dal luogo di rinvenimento degli esemplari: il Dipartimento di Itapúa nel Paraguay meridionale

## Caratteristiche
L'olotipo femminile rinvenuto ha dimensioni: cefalotorace lungo 3,6mm, largo 3,1mm; il primo femore misura 2,7mm e la patella e la tibia circa 3,4mm.

## Distribuzione
La specie è stata rinvenuta in Paraguay: l'olotipo femminile nei pressi del Centro Forestal Pirapò, al Km A436, nel Dipartimento di Itapúa.

## Tassonomia
Al 2014 non sono note sottospecie e dal 1988 non sono stati esaminati nuovi esemplari.